# Islas del Canal
Las islas del Canal (Channel Islands en inglés; Îles Anglo-Normandes o Îles de la Manche en francés, Îles d'la Manche en normando) son un grupo de islas del canal de la Mancha situadas al oeste de la península francesa de Cotentin en Normandía. Son Dependencias de la Corona británica pero no forman parte del Reino Unido. Administrativamente están divididas en dos bailiazgos (bailiwicks): Jersey y Guernsey.
Su superficie total es de unos 195 km², en la que viven más de 170 000 habitantes, repartidos en las islas de:
- Jersey
  - Las Minquiers (Les Minquiers en francés)
  - Las Écréhous (Les Écréhous en francés)
- Guernsey (Guernesey en francés)
  - Alderney (Aurigny en francés)
  - Sark (Sercq en francés)
    - Brecqhou o Brechou

  - Herm
  - Jethou (Jéthou en francés)
  - Lihou
  - Burhou

## Historia

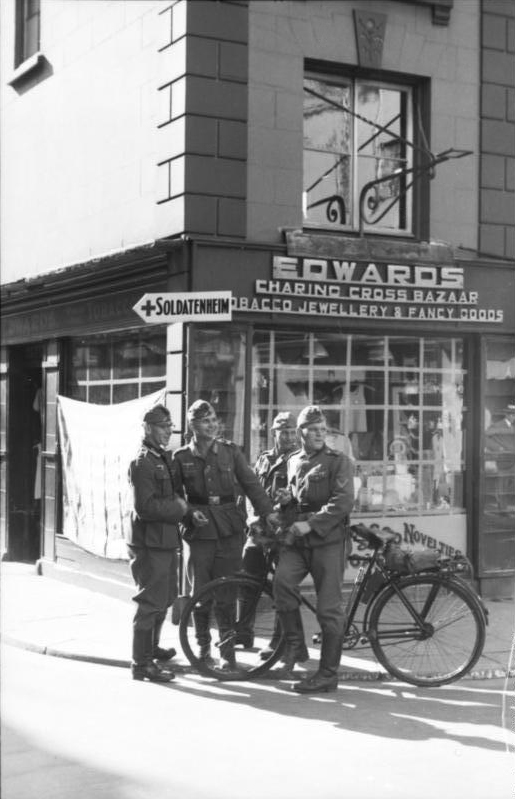
Soldados alemanes en Jersey, durante la Segunda Guerra Mundial. Estas islas serían la única porción de suelo británico ocupada por Alemania.

Las islas fueron incorporadas al ducado de Normandía en 933. En 1066, el duque Guillermo el Conquistador invadió y conquistó Inglaterra, convirtiéndose en su rey. Desde 1234, la pérdida del resto de los territorios del entonces monarca en Normandía continental hizo que las Islas Anglonormandas fueran gobernadas a partir de ese entonces como posesiones separadas de la Corona británica.
Los bailiazgos han sido administrados separadamente desde finales del siglo XIII, y aunque los que no están familiarizados con las islas dan por hecho que las islas forman una unidad política, las instituciones comunes son más bien una excepción que una regla. Los dos bailiazgos no tienen leyes, ni elecciones ni cuerpo representativo comunes, aunque los políticos se consultan regularmente. No hay diarios ni radios comunes a los dos bailiazgos, pero el número de habitantes hizo necesario un canal de televisión común, el Channel Television («Televisión del Canal»).
Durante la Segunda Guerra Mundial las islas serían la única porción de suelo británico europeo ocupada por Alemania (véase Ocupación alemana de las islas del Canal).

## Política
Tanto el bailiazgo de Guernsey como el de Jersey son Dependencias de la Corona británica pero no forman parte del Reino Unido. Forman parte del ducado de Normandía desde el siglo X, y la reina Isabel II es a menudo saludada como duquesa de Normandía. Sin embargo, siguiendo el tratado de París (1259) y la Ley Sálica, técnicamente ella no es duquesa sino que gobierna en su lugar en su derecho como reina de Inglaterra.

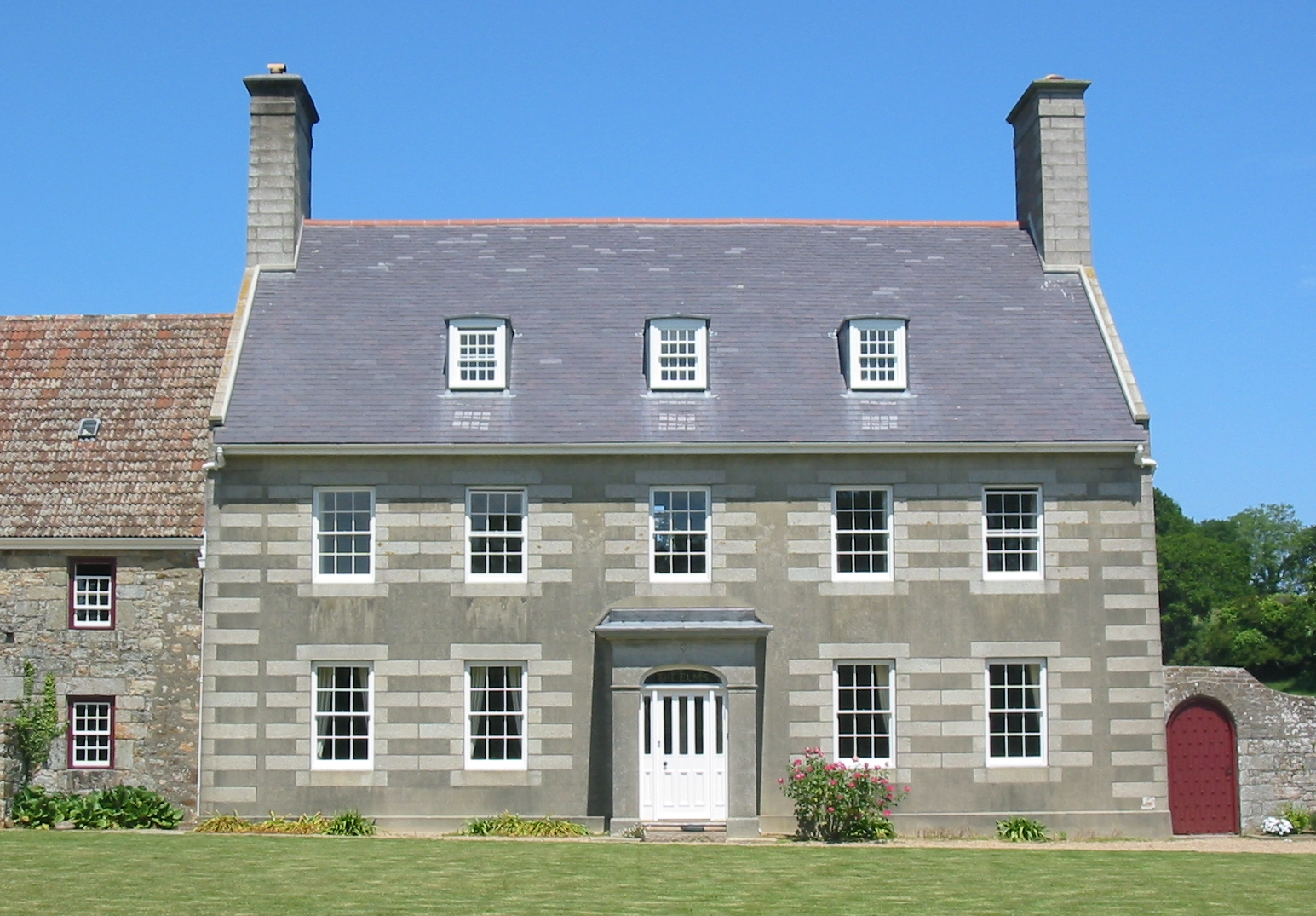
Los Elms, en Jersey

Ninguno de los bailiazgos está representado en el parlamento británico, aunque cada uno posee su propio parlamento, que puede solicitar que las leyes de ese sean aplicadas a uno o a ambos bailiazgos, por Orden del Consejo, tras consulta local. Las islas tampoco forman parte de la Unión Europea.
Los gobiernos isleños son responsables ante la reina en el Consejo. En 2001, las competencias referidas los lazos entre las Islas Anglonormandas y la Isla de Man y la corona pasó del Ministro del Interior al Departamento del Lord Canciller (reemplazado en 2003 por el Departamento de Asuntos Constitucionales).
Sus ciudadanos tienen pasaporte británico, el cual porta la leyenda "British Islands, Bailiwick of Jersey" o "British Islands, Bailiwick of Guernsey", en lugar de "United Kingdom". De acuerdo con la ley de Interpretación de 1978, se las considera parte de las "British Islands", a no confundir con las "British Isles" —en inglés, el término utilizado tradicionalmente para identificar al grupo de islas situadas a lo largo de la costa noroeste de Europa: Gran Bretaña, Irlanda y otras islas adyacentes menores— de las cuales pueden históricamente también ser consideradas como integrantes. Así, podría decirse que estas son islas británicas (por sus lazos políticos) aunque geográficamente no compongan el archipiélago de las islas británicas.
Ambos bailiazgos son miembros del Consejo Británico-Irlandés.
El idioma nativo de las Islas Anglonormandas es un subdialecto del francés normando, tal subdialecto posee dos variedades la de Jersey (o Jerseyés) y la de Guernesey (o Gèrnésiais). El Jerseyés y el Gèrnésiais han sido reconocidos como lenguas regionales de las islas, aparte del inglés.
Sus tribunales son independientes uno del otro, pero existe un tribunal de apelación común.

## Geografía
| Bailiazgo             | Isla           | Superficie | Población     |
| --------------------- | -------------- | ---------- | ------------- |
| Bailiazgo de Jersey   | Jersey         | 116 km²    | 91 626 (2009) |
| Bailiazgo de Guernsey | Guernsey       | 63 km²     | 62 508        |
| Bailiazgo de Guernsey | Alderney       | 7,8 km²    | 2400          |
| Bailiazgo de Guernsey | Herm           | 2 km²      | 60            |
| Bailiazgo de Guernsey | Sark           | 5,45 km²   | 600           |
| Bailiazgo de Guernsey | Jethou         | 0,18 km²   | 3             |
| Bailiazgo de Guernsey | Brecqhou       | 0,60 km²   | 2             |
| Bailiazgo de Guernsey | Lihou          | 0,15 km²   | 0             |
| Bailiazgo de Guernsey | Burhou         | 2,25 km²   | 0             |
| Bailiazgo de Guernsey | Total Guernsey | 81 km²     | 65 573        |

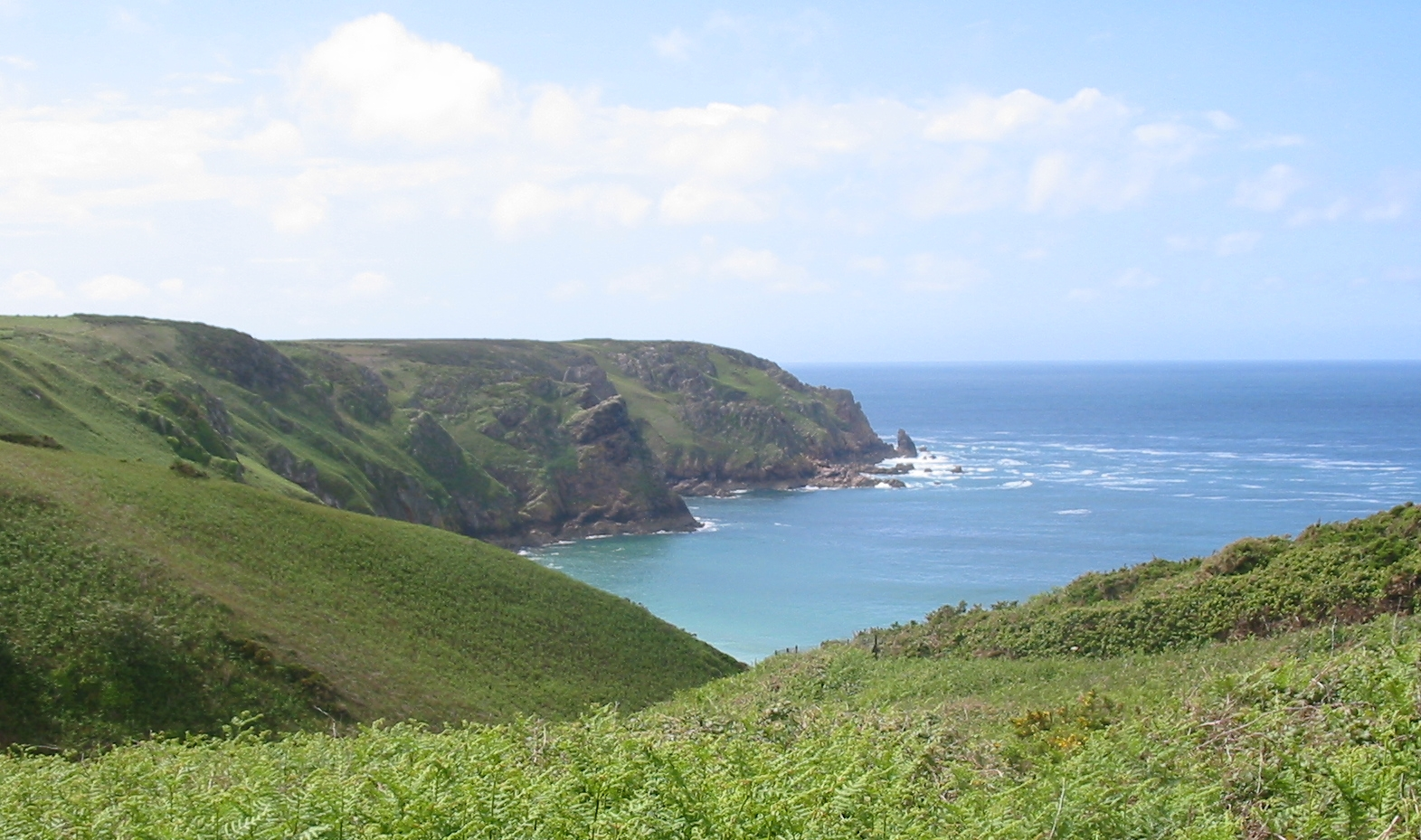
Acantilados de Plémont, en la costa norte de Jersey.

Todas excepto Jersey están en el bailiazgo de Guernsey. No obstante, las Minquiers y Ecréhous, un grupo de islotes deshabitados, pertenecen al bailiazgo de Jersey.
Hay otra pequeña isla, Chausey, al sur de Jersey que no está incluida geográficamente en las Islas del Canal. Pertenece a Francia y aunque recibe mucho turismo galo, apenas es visitada por los habitantes de las Islas y tampoco existen transportes entre estas y Chausey.
Las grandes variaciones en las mareas causan un entorno medioambiental muy rico en la zona intermareal.

## Economía
El turismo es la principal fuente de ingresos de las islas más pequeñas (junto a la agricultura). Jersey y Guernsey tienen desde los años 1960, una importante banca. En Guernsey, la horticultura e invernaderos han sido más significativos que en Jersey, así como la industria. Jersey se ha centrado desde los años 1980 en los servicios financieros.
Asimismo la situación de independencia con respecto a las directivas del Reino Unido y de la Unión Europea ha propiciado el establecimiento y proliferación de empresas que operan en mercados emergentes como el del juego por Internet. Estas empresas obtienen las correspondientes licencias administrativas del gobierno local, para posteriormente ofrecer sus servicios externamente. Este modo de actuar es muy similar en otros territorios con jurisdicción similar como la Isla de Man y Gibraltar. Jersey y Gernsey tienen según la OCDE la consideración de paraíso fiscal.
Ambos bailiazgos emiten cada uno sus propios billetes y monedas y poseen un servicio postal independiente que emite sus propios sellos. Ambas monedas circulan libremente en los dos bailiazgos junto con las monedas emitidas en el Reino Unido, así como los billetes del Banco de Inglaterra y de Escocia. Pero los sellos postales solo pueden ser utilizados en sus respectivos bailiazgos.

## Cultura

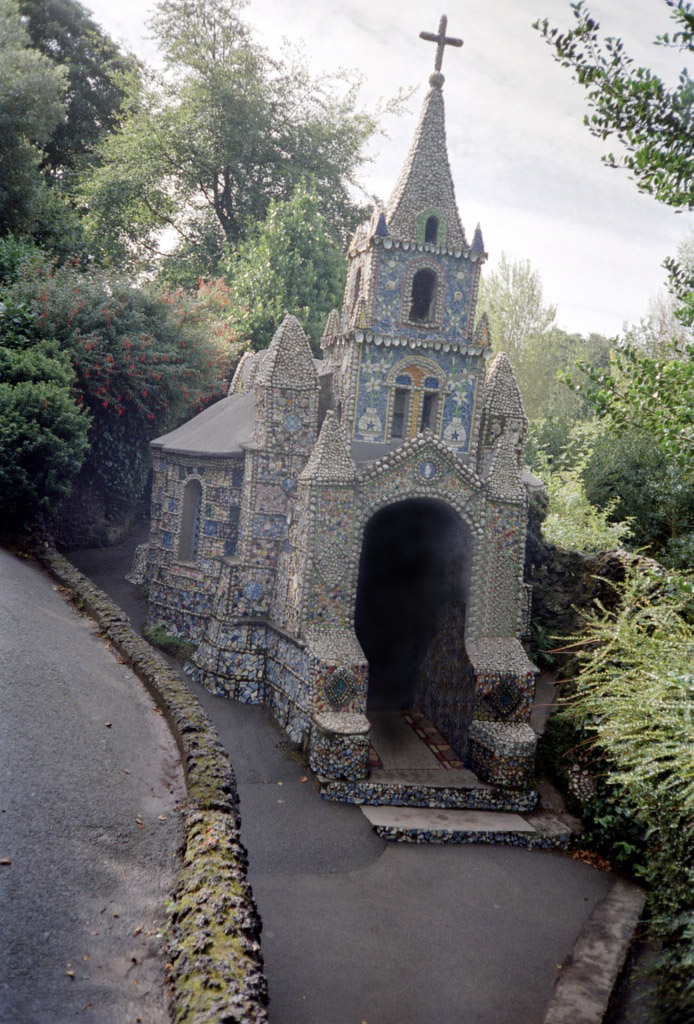
La Little Chapel o Pequeña Capilla de Guernsey.

Tradicionalmente la cultura de los habitantes de las islas había sido normanda, esto es, sus habitantes hablaban el dialecto normando de la lengua de oïl. A partir del siglo XIX, una mayor facilidad de transporte con Gran Bretaña propició el asentamiento de ingleses, lo cual, unido con otras comunicaciones, acabaron por anglonizar las islas. Actualmente, el normando ya está completamente extinguido en la isla de Alderney y en el resto su número de hablantes no llega al 10 %, mayoritariamente de edad avanzada. Con todo, el francés sigue siendo una lengua (ceremonialmente) oficial.

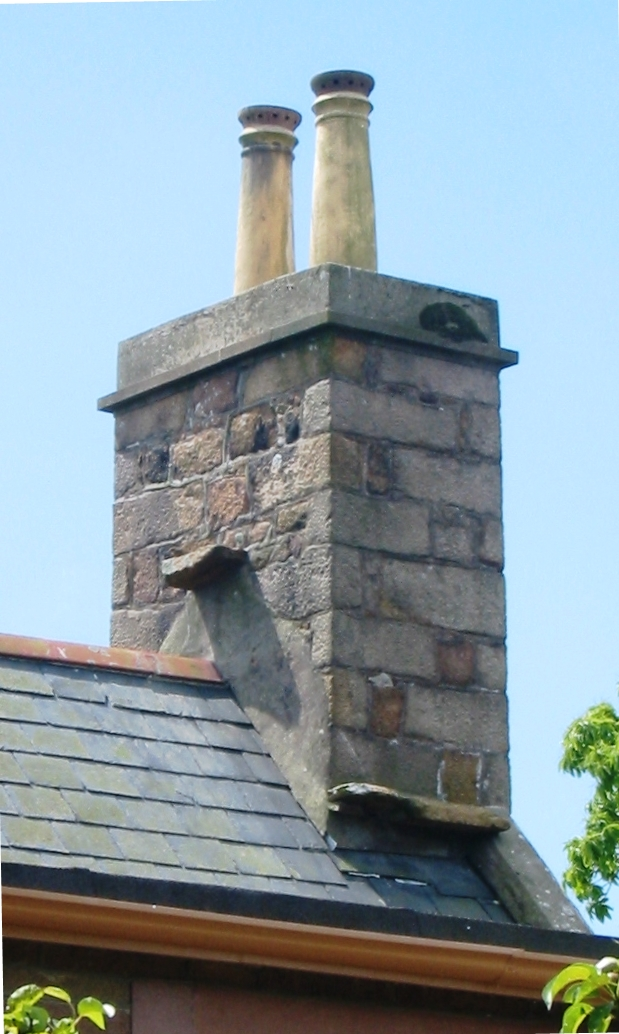
Las "piedras de las brujas" sobre una típica chimenea de las Islas Anglonormandas.

Víctor Hugo pasó algunos años en el exilio, primero en Jersey y después en Guernsey donde escribió Los miserables. Guernsey es también el lugar en que se ambienta la última novela del autor: Los trabajadores del mar.
El anual Muratti, el partido de fútbol entre las islas, es considerado el acontecimiento deportivo del año, aunque debido a la televisión, no atrae a tantos espectadores como antaño, cuando se trasladaban a las islas.
El color tradicional de Guernsey para el deporte y otras actividades es el verde, Jersey tiene el rojo.
Los isleños han tenido tradicionalmente apodos de animales:
- Guernsey: ânes ("burros") – Las cuestas de las calles del St. Peter Port exigían el empleo de bestias de carga, pero la gente de Guernsey también dice que es un símbolo de su fuerza de carácter, incluso de tozudez.
- Jersey: crapauds ("sapos" en francés y jerseyés) – Jersey tiene sapos y serpientes de los que Guernsey carece.
- Sark: corbins ("cuervos") ya que son vistos desde el mar en la costa de la isla.
- Alderney: lapins ("conejos") – La isla es conocida por sus madrigueras

### Idiomas
Inglés (predominante) 
 francés
 Guernésiais 
 Jerseyés 
 Sercquiais

## Símbolos
Cada isla tiene su bandera, no existiendo una bandera que las una como Islas del Canal.

Alderney
Guernsey
Guernsey
Guernsey
Herm
Jersey
Joaquín GOD clasing
Jersey
Sark